# 문정공왕고간독
문정공왕고간독(文正公王考簡牘)은 대전광역시 유성구 대전선사박물관에 있는, 청음 김상헌(1570∼1652)과 그 조카의 편지글을 모아 놓은 책이다. 1989년 3월 18일 대전광역시의 문화재자료 제22호로 지정되었다.

## 개요
청음 김상헌(1570∼1652)과 그 조카의 편지글을 모아 놓은 책으로, 김상헌의 친필 7장, 김광찬의 친필 7장, 김광혁의 친필 1장 등 총 15장으로 구성되었다.
이 중에는 김상헌이 72세의 나이로 심양에 포로로 끌려가 옥중에 있을 때 쓴 서한도 있다. 책의 앞 표지에는 선생의 시호인 ‘문정’과, ‘왕고’가 쓰여 있어 그 손자대에 장첩한 것을 알 수 있다.

## 같이 보기
- 김상헌

## 참고 자료
- 문정공왕고간독 - 대전선사박물관 소장유물 안내
- 문정공왕고간독 - 국가유산청 국가유산포털